# Cleo (píseň)
„Cleo“ je píseň velšského hudebníka a hudebního skladatele Johna Calea. Poprvé vyšla jako pátá píseň v pořadí na jeho debutovém albu Vintage Violence v březnu 1970. Dne 21. dubna toho roku pak píseň vyšla na singlu, přičemž na jeho straně B byla „Fairweather Friend“ rovněž z alba Vintage Violence. Zatímco „Cleo“ napsal sám Cale, autorství písně „Fairweather Friend“ je připisováno Garlandu Jeffreysovi. Vinylová deska singlu vyšla ve formátu 7" a 45 otáček za minutu.
Píseň byla nahrána spolu s ostatními z alba Vintage Violence ve dnech 27. a 29. října 1969 v neznámém studiu v New Yorku. O produkci se staral Cale spolu s Lewisem Merensteinem. Vedoucím producentem byl John McClure.
V roce 2019 vydala coververzi písně „Cleo“ americká zpěvačka AJ Lambert na svém albu Careful You.